# Seinpostduin

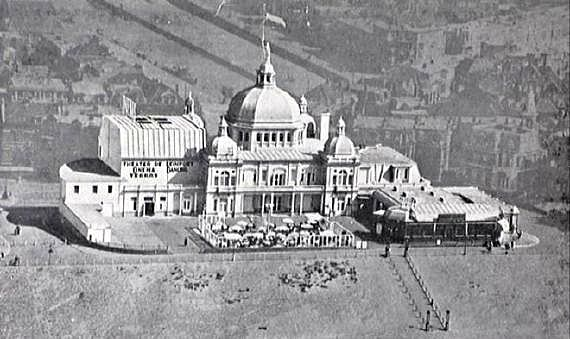
1930

De Seinpostduin is een duin in Scheveningen.
Op dit duin werd in mei 1795 door het Comité tot de Militaire Zaken van Holland een seinpost gebouwd als onderdeel van de Franse verdedigingswerken. Het bestond uit een vlaggenmast met een Nederlandse vlag erop. Dwars daaronder bevond zich een paal met katrollen, waaraan diverse seinen gehesen konden worden. Het duin ligt aan de noordkant van het dorp Scheveningen en heet sinds die tijd het Seinpostduin. Seinen werden met vlaggen, wimpels, vuren en ook kanonschoten gegeven. Het systeem beviel slecht en werd na vier jaar vervangen. De vlaggen werden door ballen vervangen, de open vuren door lantaarns. Ook in Wassenaar en Katwijk kwamen toen seinposten, en zuidwaarts in Loosduinen, Ter Heide en Hoek van Holland. De baas van de Scheveningse seinpost was Theodorus Pansier (1768-1818), in 1811 was hij directeur-generaal van alle Hollandse seinposten. Hij werd begraven in het koor van de Oude Kerk in Scheveningen.
Op Seinpostduin werd in 1886 Café Restaurant Seinpost gebouwd, naar een ontwerp van Herman Wesstra in een internationale georiënteerde Neorenaissance stijl. Het later aangebouwde theater werd in 1909 verbouwd tot een bioscoop. In 1972 viel Seinpost ten prooi aan de slopershamer. Seinpostduin is ook bekend omdat Hendrik Willem Mesdag vanaf dit duin de tekeningen heeft gemaakt die hem later hielpen om het Panorama Mesdag te maken. Het Panorama werd in 1881 voor het eerst tentoongesteld.

In de 19de eeuw werd Het Kanaal dat op het Panorama te zien is gegraven. In 1834 besloot Willem I de werkzaamheden te stoppen. Later werd overwogen het Seinpostduin af te graven zodat Het Kanaal toch zou kunnen worden verlengd tot aan de zee. In 1863 werd besloten Het Kanaal niet te verlengen.
In 2010 werd tussen Seinpostduin en de zee een geschutsbunker type 680 met een mitrailleurnest gevonden. Voordat het werd verwijderd, werd het een dag voor het publiek opengesteld. Enkele maanden later werd er een gietijzeren kanonsloop uit de 18de eeuw gevonden.
Op het Seinpostduin staat het Restaurant Seinpost, opgericht door Henk Savelberg, die er van 1985-1989 een Michelinster had. In 2006 kreeg Seinpost zijn ster weer terug. Chef-kok is nu Gert-Jan Cieremans.

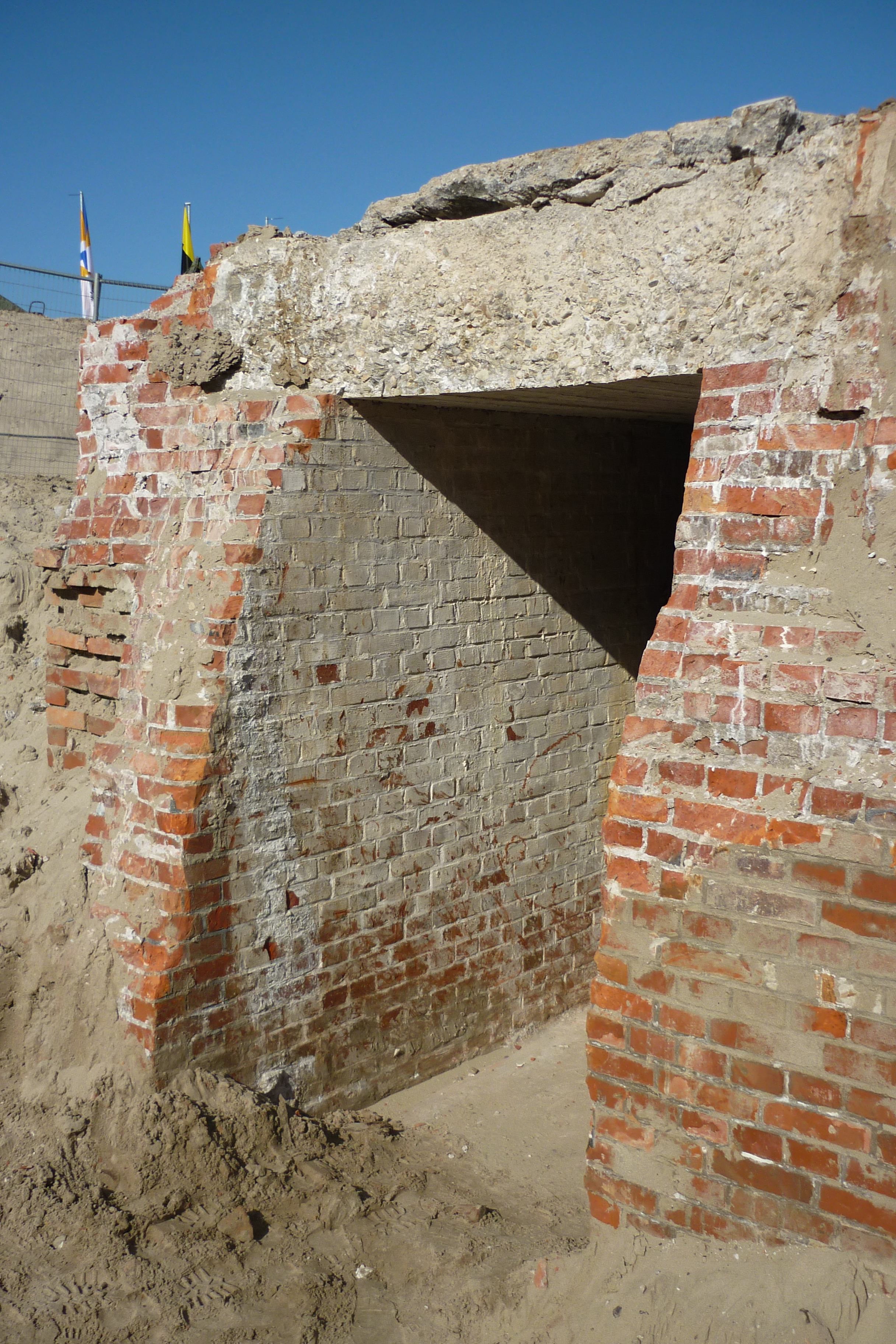
Bunker voor de Seinpostduin